# 전주이씨 서원군파 묘역
전주이씨서원군파묘역(全州李氏瑞原君派墓域)은 대한민국 경기도 안성시 보개면 북좌리에 있는, 효령대군의 둘째 아들인 서원군과 효령대군의 5대손 이신성(1552∼1596), 그의 아들 이목(1572∼1646), 손자 이지함의 묘이다. 1989년 12월 29일 경기도의 기념물 제117호로 지정되었다.

## 개요
효령대군의 둘째 아들인 서원군과 효령대군의 5대손 이신성(1552∼1596), 그의 아들 이목(1572∼1646), 손자 이지함의 묘이다.
서원군파의 묘역은 원래 서울 동작구 노량진에 있었는데, 1937년에 조선 총독부에서 이 일대의 땅을 강제로 사들임으로 인해 성남으로 이장했으며, 1992년에 후손들이 현재 위치로 이장하였다.
묘역에는 제물을 놓고 제사를 지내기 위한 상석(床石), 멀리서도 무덤이 있음을 알 수 있게 해주는 망주석(望柱石) 등의 석물이 갖추어져 있다. 묘역 입구에는 김상헌이 글을 짓고 오준이 글씨를 써서 세운 이신성의 신도비(神道碑:왕이나 고관 등의 평생 업적을 기리기 위해 무덤 근처 길가에 세운 비)가 있고, 그 옆에 남구만이 글을 지어 숙종 6년(1706)에 세운 이목의 신도비가 있다.

## 같이 보기
- 서원군

## 참고 문헌
- 전주이씨서원군파묘역 - 국가유산청 국가유산포털